# فوستين (أرارات)
مدينة فوستين (بالأرمينية:ոստան) (بالإنجليزية: Vostan)‏ هي إحدى المدن التابعة لمقاطعة أرارات في أرمينيا. يقدر عدد سكانها بـ 3046 نسمة حسب الإحصاء الذي جرى عام 2011.